# Krister Nordin
Hans Krister Nordin (Stoccolma, 25 febbraio 1968) è un ex calciatore svedese, di ruolo centrocampista.
Legato per la maggior parte della carriera all'AIK, squadra con cui ha giocato in Allsvenskan, il massimo livello del campionato svedese di calcio, ottenendo nel 1992 e 1998 due titoli di Campione di Svezia e nel 1999 quello di centrocampista svedese dell'anno, giocando due stagioni anche all'estero, tra il 2000 e il 2002, con i danesi del Brøndby e vincendo il titolo nazionale al termine del campionato 2001-2002. Vanta inoltre due presenze con la nazionale svedese Under-21.
La figlia Jennie ha anche lei intrapreso il percorso del padre, e nel ruolo di difensore si è laureata Campionessa d'Europa Under-19 di categoria nell'edizione di Turchia 2012

## Palmarès

### Club
- Campionato danese: 1

Brøndby: 2001-2002
- Campionato svedese: 2

AIK: 1992, 1998
- Svenska Cupen: 4

Djurgården: 1989-1990
AIK: 1995-1996, 1996-1997, 1998-1999

### Individuale
- Centrocampista svedese dell'anno: 1

1999
- Giocatore dell'anno del Brøndby: 1

2001